# Kseniya Anatolyevna Sobchak
Kseniya Anatolyevna Sobchak (tiếng Nga: Ксе́ния Анато́льевна Собча́к), sinh ngày 5 tháng 11 năm 1981 là một phát ngôn viên truyền hình Nga, ký giả, một người giao thiệp rộng rãi và là một thành viên của phe chính trị đối lập. Sobchak được biết tới nhiều với quần chúng là người hướng dẫn reality show Dom-2 tại đài Nga TNT. Cô ta cũng thường được mô tả là một "It girl" Nga (trẻ đẹp, lôi cuốn, và hay xuất hiện trên truyền thông) và "Paris Hilton của Nga". Sobchak đã thay đổi từ một người giao thiệp rộng nổi tiếng sang thành một người hoạt động chính trị, đã phản đối cuộc bầu cử tổng thống Nga, Vladimir Putin, vì cho là gian lận. Sobchak cũng là người hướng dẫn chương trình tin tức của đài TV độc lập Dozhd và là thành viên của Hội đồng phối hợp đối lập Nga (Russian Opposition Coordination Council).

## Học vấn
Kseniya Sobchak là người con gái thứ hai của thị trưởng Sankt-Peterburg(Nga) Anatoly Sobchak, một chính trị gia cấp tiến, người đầu tiên được bầu cử tự do vào chức vụ này, và bà Lyudmila Narusova, cựu giáo sư sử học và cựu đại biểu quốc hội Nga. Anatoly Sobchak cũng là người đỡ đầu về chính trị cho tổng thống Putin.
Thuở nhỏ Sobchak học trường vũ ba lê kế bên nhà hát Mariinsky và trường nghệ thuật bảo tàng viện Hermitage ở Sankt-Peterburg. Năm 1998, Ksenia vào đại học quốc gia ngành quan hệ quốc tế. Đến 2001 cô chuyển về Moskva và học tại viện quốc gia Moskva về quan hệ quốc tế. 2002 sau khi lấy bằng cử nhân, Sobchak đã theo học khóa thạc sĩ về chính trị học cùng trường.

## Sự nghiệp
Sobchak 2004 đã đóng phim "Kẻ cắp và Gái điếm" (Thieves and Prostitutes). Sau đó cô ta trở nên nổi tiếng trong giới ăn chơi ở Moskva, được biết tới nhiều qua những cuộc ăn mừng sinh nhật phóng đãng và những bức hình mặc bikini. Sobchak tự xem mình là một It-Girl, một Paris Hilton của Nga.
Sobchak cũng được biết tới là một người vẽ kiểu quần áo và giầy dép.

### Truyền hình và chính trị
Trên đài truyền hình TNT Sobtschak đóng vai cố vấn quan hệ đôi lứa trong Reality-show Dom dwa (Nhà số 2) bắt chước theo chương trình Big Brother. Tháng 5 2006, các đại biểu trong ủy ban sức khỏe nhân dân đã thưa cô ra tòa, vì cô ta cổ vũ cho việc tình dục không "lành mạnh". Để phản ứng Sobtschak đã thành lập nhóm thanh thiếu niên Wse swobodny (tất cả là tự do), kêu gọi thương yêu quê hương và gia đình, tuy nhiên phải bao dung và tôn trọng các nhóm thiểu số. Những người chỉ trích xem cô là đại diện cho giới trẻ giàu có Nga, không có những lý tưởng của thời Cải tổ (Perestroika) và Minh bạch (Glasnost).
Từ năm 2012, càng ngày Sobchak càng tham dự nhiều vào các hoạt động chính trị. Trong tháng 2 cô ta hướng dẫn một chương trình mới có tựa là „Gosdep“, trong đó cô phỏng vấn blogger đối lập Aleksey Anatolyevich Navalnyy. Chương trình này ngưng sau một kỳ nữa, nhưng lại được tiếp tục trên mạng. Trong tháng 6 nhà cô bị lục soát, trong lúc có mặt cả chính trị gia đối lập Ilya Yashin, mà lúc đó đang cặp với Sobtschak. Trong két sắt của cô người ta đã tịch thu 1 triệu Euro tiền mặt, mà cho tới giờ vẫn chưa được biết từ đâu ra.
Vào ngày 15 tháng 12 Sobtschak trong một cuộc biểu tình không xin phép tại Moskva đã bị bắt cùng với Alexei Nawalny, Ilja Jaschin, und Sergei Udalzow. Cô đã chụp ảnh tự sướng gởi Twitter, lúc cô đang ngồi trong xe cảnh sát với một bông hồng trắng trong tay.
Ngày 1 tháng 2 năm 2013 Sobtschak làm đám cưới với kịch gia Maksim Vitorgan ở Moskva. Bữa tiệc được tổ chức tại rạp chiếu phim Fitil. Họ đã giả bộ mời những người bạn thân cân nhất và gia đình đôi bên tới xem một buổi khai mạc phim của Vitorgan. Thay vì chiếu phim, 2 người tuyên bố đám cưới của họ.
Ngày 17 tháng 12 năm 2014, Sobtschak thay mặt đài Doschd tham dự cuộc họp báo của Wladimir Putin, và được phép đặt 2 câu hỏi, câu thứ hai về vấn đề chiến dịch đấu tố phe đối lập. Putin phủ nhận phe ông có tham dự vào: „ Không có ai từ các cơ quan chính quyền có tham dự vào chiến dịch này.“  Chính tổng thống Putin vào giữa tháng 3 trong cuộc nói chuyện về chiến thắng ở Krim đã cảnh cáo về khối thù địch trong nước mà bị lèo lái từ bên ngoài.

### Vận động ứng cử tổng thống 2018
Vào ngày 18 Tháng 10 2017 Sobchak mở cuộc vận động ứng cử "Xenia Sobchak - chống lại tất cả" cho cuộc bầu cử tổng thống năm 2018. Trong chương trình cô nhận định, người dân "đã chán ngán tham nhũng, tuyên truyền và cách ly quốc tế" . Bản thân cô cũng nói rằng cô muốn trở thành ứng cử viên cho những người muốn thể hiện vị trí của mình vì "có ứng cử viên của họ không được phép ra tranh cử" . Nếu Alexei Nawalny được phép tranh cử, cô sẽ rút đơn ứng cử của mình. Khả năng này được coi như là không thể xảy ra. Các nhà hoạt động đối lập cho là cô được ủy nhiệm bởi điện Kremlin, để làm tăng thêm giá trị cuộc tái đắc cử của Putin bằng cách làm tăng số người đi bầu trong một cuộc bầu cử mà Puitn chắc chắn tái đắc cử, cũng như là cô chia rẽ thêm phe đối lập . Rostislaw Turovsky gọi việc tham dự ứng cử này là một vấn đề đã thỏa thuận với chính quyền.
Sobchak bổ nhiệm Igor Malashenko - cựu chủ tịch của đài truyền hình NTW, người có nhiều quan hệ tốt và năm 1996 đã đứng đầu chiến dịch tranh cử tổng thống cho Boris Yeltsin - làm nhà lãnh đạo cuộc vận động tranh cử. Sobchak, người mà cuộc họp báo của cô cũng được phát sóng bởi các đài truyền hình nhà nước, tránh chỉ trích Putin trực tiếp: "Tất nhiên, đối với một số, Putin là một bạo chúa và nhà độc tài. Một số khác lại coi ông là người bảo vệ nước Nga ". Tuy nhiên, cô đưa ra tuyên bố rằng, Crimea thuộc về Ukraina. Sau đó cô cũng nhấn mạnh rằng cô đã "luôn luôn và ở khắp mọi nơi" bày tỏ sự ủng hộ cho phong trào nhân quyền của Mikhail Khodorkovsky, "Open Russia", và nói: "Chúng tôi sẽ làm mọi thứ với nhóm của mình, để "Open Russia" không bị tiêu diệt" .
Là một ứng cử viên tổng thống độc lập, cô ta cần 300.000 chữ ký. Sobchak đã được trợ giúp từ tháng 11 năm 2017 bởi đảng "Sáng kiến Công dân" của cựu Bộ trưởng Kinh tế Andrei Netzhayev. Điều này làm giảm số chữ ký yêu cầu xuống còn 100.000.